# Яворский, Василий Николаевич
Васи́лий Никола́евич Яворский (1901, Елисаветградском уезде Херсонской губернии — 1987, Ленинград) — советский ученый, военный конструктор, инженер-полковник, профессор, доктор технических наук (1961).

## Биография
Сын фельдшера, до революции батрачил. В 1917—1919 годах работал фрезеровщиком, учился в вечерней школе. В 1919 вступил в Красную Армию, был направлен на Киевские военно-инженерные курсы, затем на военно-инженерные курсах в Казань.
В 1927 году окончил Высшую военную электротехническую школу комсостава Рабоче-крестьянской Красной Армии (РККА), преподавал в Ленинградской военно-инженерной академии, на военном отделении Ленинградского электротехнического института.
В 1927—1932 годах — начальник лаборатории на научно-техническом инженерном полигоне Военно-инженерного управления РККА, работал в научно-техническом комитете Военно-инженерного управления.
В 1932 году назначен начальником факультета Военной электротехнической академии. Кандидат технических наук (1934).
В сентябре 1937 года был арестован и по обвинению в «контрреволюционной пропаганде, призывам к свержению Советской власти» приговорён к 10 годам лагерей и 5 годам поражения в правах (ст. 58-10, 58-11 УК РСФСР). Отбывал заключение на лесоповале в Княж-Погосте, Севжелдорлаге.
С марта 1940 года работал в «шарашках», вначале в артиллерийской группе Особого технического бюро МВД в Болшеве. С осени того же года — в конструкторском бюро на ленинградский Кировском заводе для участия в реализации проекта береговой артиллерии.
В связи с началом Великой Отечественной войны летом 1941 года эвакуирован в г. Молотов (ныне г. Пермь), где на Мотовилихинских заводах участвовал в проектировании, производстве и испытаниях пехотной противотанковой пушки М-42.
В конце 1944 года переведён руководителем группы проектирования автономного следящего привода в составе Особого конструкторского бюро (ОКБ-172) в Ленинград (Кресты), занятого разработкой трехорудийных башен, которые могли бы вести огонь как по надводным, так и по воздушным целям.
Летом 1949 года был повторно арестован и приговорён к бессрочной ссылке в Красноярский край.
С 1950 года работал инженером проектной конторы Норильского горно-металлургического комбината.
В 1955 году освобождён по реабилитации, восстановлен в звании инженер-полковника и в КПСС с непрерывным стажем и вернулся в Ленинград.
До 1959 года — начальник ОКБ-43. Позднее профессор В. Н. Яворский заведовал кафедрой в Ленинградском военно-механическом институте. Автор учебника.
Умер в 1987 году.